# Dragoljub
Cette page présente le prénom Dragoljub ainsi que ses variantes.
Dragoljub (en alphabet cyrillique serbe : Драгољуб) est un prénom slave composé de l'élément drago, dérivé du vieux slave драгъ (dragŭ) et signifiant « cher, précieux », et de l'élément ljub, dérivé du mot slave ljubav (љубав) signifiant « amour ». Dans le monde slave, ce prénom qui signifie approximativement « Cher Amour », se rencontre exclusivement chez les Slaves du Sud, notamment chez les Serbes. 

## Personnalités portant ce prénom
- Dragoljub Brnović (né en 1963), joueur de football yougoslave puis monténégrin ;
- Dragoljub Čirić (1935–2014), joueur d'échecs yougoslave puis serbe ;
- Dragoljub Davidović (né en 1946), homme politique bosnien ;
- Dragoljub Janošević (1923–1993), joueur d'échecs yougoslave ;
- Dragoljub Mićunović (né en 1930), homme politique serbe ;
- Dragoljub Mihailović (1893–1946), militaire yougoslave d'origine serbe ;
- Dragoljub Milisavljevic (né en 1951), gardien de but australien d'origine yougoslave ;
- Dragoljub Minić (1937–2005), joueur d'échecs yougoslave ;
- Dragoljub Velimirović (1942–2014), joueur d'échecs yougoslave puis serbe ;
- Dragoljub Vukotić (1924–1997), personnalité sourde yougoslave.
- Pour l'ensemble des articles sur les personnes portant ce prénom, consulter :
  - la liste des articles dont le titre commence par ce prénom
  - les listes produites par Wikidata : Liste des personnes de prénom « Dragoljub » — même liste en incluant les éventuels prénoms composés qui contiennent « Dragoljub ».